# Amtsgericht Lünen

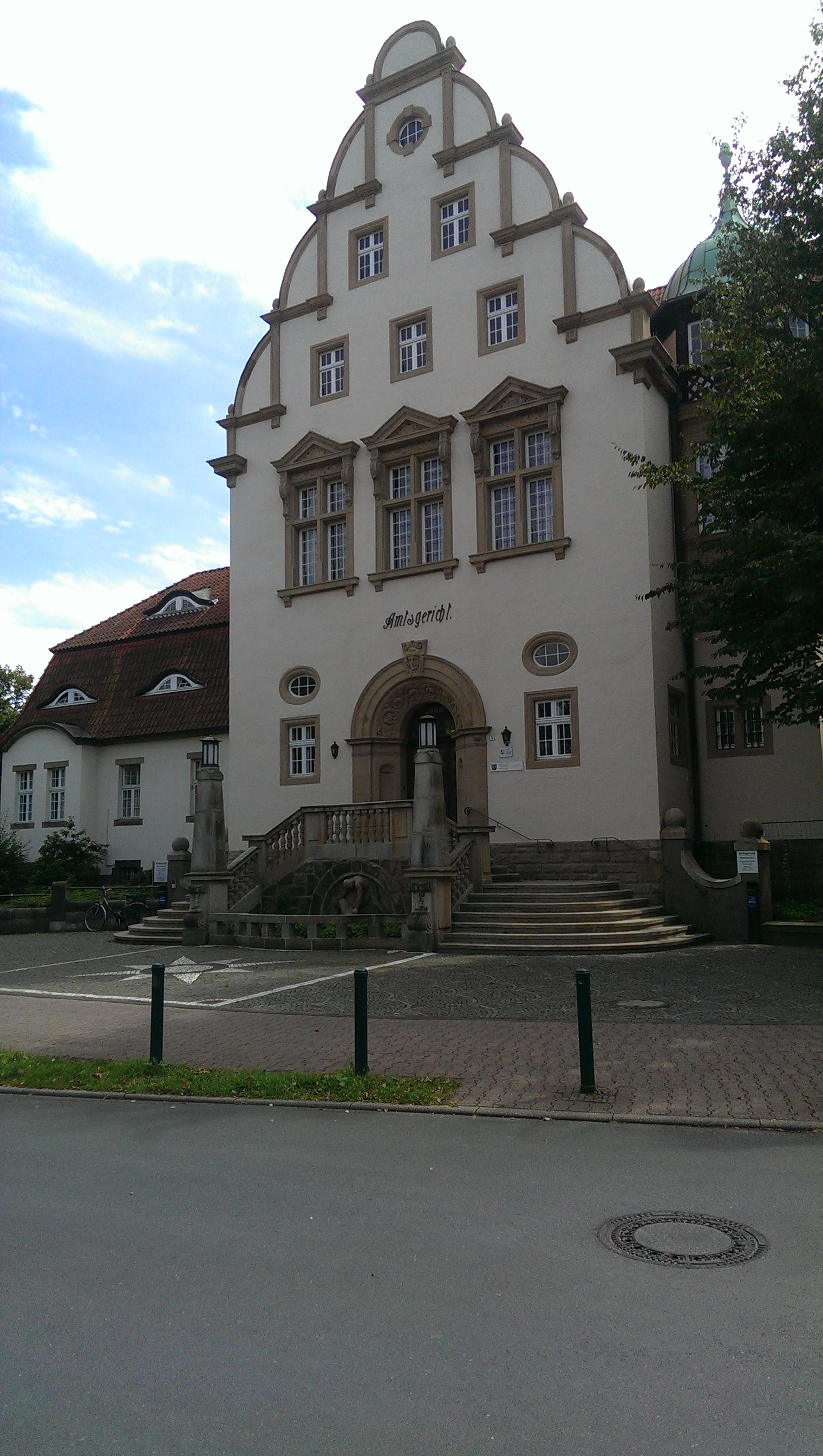
Gerichtsgebäude, Spormeckerplatz 5

Das Amtsgericht Lünen ist ein Gericht der ordentlichen Gerichtsbarkeit mit Sitz in Lünen. Es ist eines der Amtsgerichte in Trägerschaft des Landes Nordrhein-Westfalen. Das Gerichtsgebäude wurde am 20. September 1985 in die Denkmalliste der Stadt Lünen eingetragen.

## Amtsgerichtsbezirk
Das Amtsgericht ist zuständig für die Städte Lünen, Selm und Werne im Kreis Unna. In dem 196 km² großen Gerichtsbezirk leben rund 147.000 Menschen.

## Geschichte
Das Amtsgericht wurde am 1. April 1912 gegründet. Der zugehörige Gerichtsbezirk wurde dabei aus den vom Amtsgericht Dortmund abgetrennten Gemeinden Altenderne-Niederbecker, Altenderne-Oberbecker, Beckinghausen, Brambauer, Gahmen, Horstmar, Hostedde, Lanstrop, Lippholthausen und der Stadt Lünen gebildet.
Das Gebäude war nach einem im Ministerium für öffentliche Arbeiten aufgestellten Vorentwurf erbaut worden. Die Ausführung lag in den Händen des Baurats Rudolf Claren vom Hochbauamt in Dortmund.
Am 1. Januar 1980 erhielt der Amtsgerichtsbezirk Lünen seine heutige Größe, indem er aus dem Bezirk des Amtsgerichts Lüdinghausen die Gemeinde Selm und vom gleichzeitig aufgehobenen Amtsgericht Werne die Stadt Werne zugewiesen bekam.

## Übergeordnete Gerichte
Das dem Amtsgericht übergeordnete Landgericht ist das Landgericht Dortmund, das wiederum dem Oberlandesgericht Hamm untersteht.

## Sonstiges
Das Amtsgericht Lünen liegt in unmittelbarer Nähe zur Bushaltestelle 'Spormeckerplatz', welche von der Verkehrsgesellschaft Kreis Unna (VKU) angefahren wird.